# San Felipe la Nopalera
San Felipe la Nopalera är en ort i Mexiko.   Den ligger i kommunen Tochtepec och delstaten Puebla, i den sydöstra delen av landet, 160 km öster om huvudstaden Mexico City. San Felipe la Nopalera ligger 1 972 meter över havet och antalet invånare är 160.
Terrängen runt San Felipe la Nopalera är platt åt nordost, men åt sydväst är den kuperad. Runt San Felipe la Nopalera är det ganska tätbefolkat, med 60 invånare per kvadratkilometer. Närmaste större samhälle är Tecamachalco, 9,5 km nordost om San Felipe la Nopalera. Trakten runt San Felipe la Nopalera består i huvudsak av gräsmarker.